# Pandemic Studios
Pandemic Studios là nhà phát triển game độc lập được thành lập vào năm 1998 và trở thành một nhà phát triển do Electronic Arts sở hữu từ năm 2007 đến 2009, khi hãng chính thức đóng cửa. Là nhà phát triển trò chơi điện tử của Úc và Mỹ với các văn phòng đặt ở Brisbane, Úc và Los Angeles, California, Mỹ. Các tựa game nổi bật gồm Full Spectrum Warrior, Star Wars: Battlefront, Dark Reign 2, Destroy All Humans!, Mercenaries: Playground of Destruction, Star Wars: Battlefront II và The Saboteur.

## Lịch sử
Chủ tịch công ty là Josh Resnick và Tổng giám đốc điều hành là Andrew Goldman, cả hai trước đây từng làm việc tại hãng Activision và Pandemic được thành lập với vốn đầu tư cổ phần của Activision vào năm 1998. Hai tựa game đầu tiên do Pandemic phát triển là Battlezone II và Dark Reign 2 đều là hai phần tiếp theo từ các game của hãng Activision.
Năm 2000, Pandemic cho mở một studio vệ tinh ở vùng ngoại ô Brisbane trong khu Thung lũng Fortitude. Dự án đầu tiên của hãng là Army Men: RTS, một tựa game chiến lược thời gian thực (RTS) hệ console sử dụng engine của Dark Reign 2. Studio về sau còn phát triển thêm tựa game Destroy All Humans!. Năm 2003, studio ở Los Angeles phải dời trụ sở sáng lập tại Santa Monica đến một tòa cao ốc ở Westwood.
Vào tháng 11 năm 2005, Pandemic công bố rằng hãng và BioWare sẽ tham gia vào lực lượng với các đối tác đầu tư tư nhân thuộc quỹ đầu tư Đối tác Nâng cao. Vào ngày 11 tháng 10 năm 2007. Ngoài ra hãng còn thông báo rằng VG Holding Corp., chủ sở hữu của BioWare và Pandemic Studios sẽ được Electronic Arts mua lại cũng như bị lệ thuộc từ sự chấp thuận của Ủy ban Thương mại Liên bang Mỹ (FTC) vào tháng Giêng năm 2008.
Tháng 2 năm 2009, hãng đã đóng cửa văn phòng của họ ở thành phố Brisbane, Úc. Tháng 11 năm 2009, Electronic Arts đã cắt giảm tổng cộng 1.500 việc làm ảnh hưởng đến các studio khác nhau, bao gồm cả việc Pandemic ngừng hoạt động. Vào ngày 17 tháng 11 năm 2009, EA chính thức xác nhận đóng cửa Pandemic Studios và sa thải 228 nhân viên. Ngoài ra, EA còn thu hút 35 nhân sự của Pandemic để hỗ trợ cho The Saboteur và một dự án không báo trước mà sau này được tiết lộ là Mercs Inc, một phần tiếp theo của loạt game Mercenaries. Đáp lại, một vài cựu nhân viên của Pandemic đã tạo ra một đoạn video theo kiểu phim hài Office Space nơi mà họ có thể trưng bày chiếc máy in văn phòng tuyệt vời của mình.
Hơn một loạt các nhà phát triển kỳ cựu của Pandemic hiện đang làm việc tại hãng 343 Industries nơi đang phát triển dự án Halo: Combat Evolved Anniversary và hiện đang trong quá trình phát triển Halo 4.

## Game phát triển
Pandemic Studios đã phát triển hai tựa game chính đầu tiên thành công của sê-ri Star Wars: Battlefront là Star Wars: Battlefront và Star Wars: Battlefront II cũng như Full Spectrum Warrior và sê-ri Mercenaries. Studio cũng phát triển tựa game cuối cùng trong sê-ri Army Men do hãng 3DO phát hành là Army Men: RTS. Studio còn chịu trách nhiệm cho việc phát triển hai tựa game đầu tiên trong sê-ri Destroy All Humans! và dự án cuối cùng mà hãng phát hành trước khi giải thể là The Saboteur.
Tại thời điểm đóng cửa studio vẫn còn nhiều dự án đang trong quá trình phát triển mang tên Dự án X và Y được xác lập trên trang web chính thức của Pandemic. Dự án X đã được xác lập từ năm 2007 trong khi Dự án Y gần đây mới được xác lập trong năm 2009. Chẳng bao lâu sau khi studio đóng cửa có tin tiết lộ rằng Dự án Y là Mercs Inc, một tựa game mới trong sê-ri Mercenaries do Pandemic Studios phát triển tại EALA, Dự án Y được xác lập trên trang web chính thức đã biến mất khi trò chơi được công bố. Ngoài ra, một phiên bản khác của Mercenaries là Mercenaries 3: No Limits được sản xuất ngay tại thời điểm hãng đóng cửa và sau đó đã được hủy bỏ. Nhiều dự án được phát triển tại Pandemic Studio ở Brisbane cũng bị hủy bỏ khi hãng đóng cửa trong đó có The Dark Knight và hai tựa game không được thông báo là Dự án B và Q. 
| Phát hành Ngày | Tựa game                               | Thể loại/Chú thích | Hệ máy                                          |
| -------------- | -------------------------------------- | --- | ----------------------------------------------- |
| 1999           | Battlezone II                          | Bắn súng góc nhìn thứ nhất, Chiến lược thời gian thực | Windows                                         |
| 2000           | Dark Reign 2                           | Chiến lược thời gian thực | Windows                                         |
| 2002           | Triple Play 2002                       | Thể thao |                                                 |
| 2002           | Army Men: RTS                          | Chiến lược thời gian thực | Nintendo GameCube, PlayStation 2, Windows,      |
| 2002           | Star Wars: The Clone Wars              | Hành động | Nintendo GameCube, PlayStation 2, Xbox          |
| 2004           | Full Spectrum Warrior                  | Chiến thuật thời gian thực, mô phỏng chiến đấu | PlayStation 2, Xbox, Windows                    |
| 2004           | Star Wars: Battlefront                 | Bắn súng góc nhìn thứ nhất, bắn súng góc nhìn thứ ba | PlayStation 2, Macintosh, Windows, Xbox         |
| 2005           | Star Wars: Battlefront II              | Bắn súng góc nhìn thứ nhất, bắn súng góc nhìn thứ ba | PlayStation 2, Windows, Xbox                    |
| 2005           | Mercenaries: Playground of Destruction | Bắn súng góc nhìn thứ ba | PlayStation 2, Xbox                             |
| 2005           | Destroy All Humans!                    | Bắn súng góc nhìn thứ ba, Adventure | PlayStation 2, Xbox                             |
| 2006           | Full Spectrum Warrior: Ten Hammers     | Chiến thuật thời gian thực, Mô phỏng chiến đấu | PlayStation 2, Windows, Xbox                    |
| 2006           | Destroy All Humans! 2                  | Bắn súng góc nhìn thứ ba, phiêu lưu | PlayStation 2, Xbox                             |
| 2008           | Mercenaries 2: World in Flames         | Bắn súng góc nhìn thứ ba | PlayStation 2, PlayStation 3, Windows, Xbox 360 |
| 2009           | The Lord of the Rings: Conquest        | Hành động | PlayStation 3, Windows, Xbox 360, Nintendo DS   |
| 2009           | The Saboteur                           | Hành động phiêu lưu, bắn súng góc nhìn thứ ba, lén lút | PlayStation 3, Windows, Xbox 360                |
| Bị hủy bỏ      | The Dark Knight                        | Nối tiếp phim The Dark Knight | PlayStation 3                                   |
| Bị hủy bỏ      | Mercenaries 3                          | Phần thứ ba trong sê-ri Mercenaries | PlayStation 3, Windows, Xbox 360                |
| Bị hủy bỏ      | The Next Big Thing                     | Trước đây có tựa là No Limits Racing. Dự án được hỗ trợ cho việc sử dụng Mii và xuất hiện tính năng khách mời là người nổi tiếng như Mr. T và David Hasselhoff. | Wii                                             |